# Paleopneustes cristatus
Paleopneustes cristatus is een zee-egel uit de familie Paleopneustidae.
De wetenschappelijke naam van de soort werd in 1873 gepubliceerd door Alexander Agassiz.